# Памятник Воровскому
Памятник Ва́цлаву Воро́вскому — памятник одному из первых советских дипломатов Вацлаву Воровскому. Установлен в 1924 году в Москве на площади Воровского. Автор монумента — скульптор Михаил Кац. Памятник имеет статус объекта культурного наследия регионального значения.

## История
10 мая 1923 года в швейцарской Лозанне произошло убийство советского дипломата Вацлава Воровского. Вскоре после этого было принято решение об установке ему памятника в Москве в рамках ленинского плана монументальной пропаганды. Местом расположения скульптуры выбрали парадный двор бывшего доходного дома Первого Российского страхового общества, где на тот момент располагался Народный комиссариат по иностранным делам (НКИД). Однако на этом месте находилась Церковь Введения во Храм Пресвятой Богородицы. Поэтому изначально памятник установили возле стены здания НКИД. 24 мая того же года член коллегии НКИД Семён Аралов отправил в Моссовет письмо с просьбой снести приход: 
Ввиду того, что означенная выше церковь находится в совершенно ветхом состоянии и служба в ней не производилась уже более года, в целях благоустройства НКИД считает вполне своевременным снятие этой церкви для переноса туда памятника Воровскому. Ввиду изложенного Народный Комиссариат Иностранных Дел просит Президиум Московского Совета распорядиться о снятии церкви либо дать разрешение НКИД самостоятельно приступить к этой работе.
Храм разобрали в июле-сентябре 1924 года. Однако монумент так и не перенесли. Средства на установку памятника собирали среди работников советских миссий за рубежом. Проект монумента безвозмездно выполнил Михаил Яковлевич Кац. Он работал бухгалтером в советской миссии в Италии, где Воровский был полпредом, и хорошо его знал. По образованию Кац был скульптором, а на работу бухгалтером устроился в связи с финансовыми затруднениями.
Памятник был торжественно открыт 11 мая 1924 года — к годовщине гибели Воровского.
|  | Товарищи, перед стенами нашего комиссариата этот памятник является вечным напоминанием той боевой роли, которую наша красная дипломатия играет на передовом посту нашей мировой борьбы. Она остается и всегда будет оставаться верна своему славному знамени. Она будет достойна того трагически погибшего товарища, утрату которого мы сегодня еще раз оплакиваемСлова Георгия Чичерина на церемонии открытия памятника, 1924 год |

|  | …лорд Керзон выстрелил ультиматумом в сердце нарождающегося нового мира – Советской республики. Два дня спустя… белогвардеец Конради выстрелил в представителя Советских республик товарища Воровского. Оба выстрела явились следствием одних и тех же причин и преследовали одну и ту же цель. Эти выстрелы были проявлением отчаяния международной буржуазии, потерпевшей позорное поражение в своей первой интервенции и блокаде Советских республик… Выстрелы Керзона и Конради, можно сказать, являются арьергардными выстрелами. То была арьергардная стычка позорно отступившей международной буржуазии после первой интервенции…Слова Максима Литвинова на церемонии открытия памятника, 1924 год |

В 1960 году памятник был признан объектом культурного наследия регионального значения.
В 2006-м в результате проверки Москомнаследие признало состояние монумента остроаварийным. Специалисты выявили вероятность падения отдельных плит, облицовывающих постамент, в связи с деструктуризацией и утратой прочности связующего раствора. Их демонтировали и вывезли в реставрационную мастерскую. В 2007 году департамент провёл техническое обследование памятника, которое выявило различные загрязнения, перерождение естественной патины скульптуры, многочисленные трещины бронзового плинта статуи и утрату его крепёжных элементов. Пьедестал был изучен георадиолокационным методом, что подтвердило возможность ремонта памятника на месте без демонтажа. В 2008-м осуществили его реставрацию. В Москве ремонтные работы такой сложности проводились впервые.

## Описание
Бронзовая скульптура Воровского установлена на высоком кирпичном постаменте, облицованном плитами из материала, похожего на мрамор. На четырёх из восьми граней постамента высечены барельефы, изображающие рабочего в брезентовом фартуке (по другим данным — шахтёра), крестьянина с серпом, красноармейца с винтовкой и учёного. Они символизируют, что дипломат жил, трудился и погиб за народ. На лицевой стороне размещено бронзовое рельефное изображение герба Советского Союза и надпись: «Пролетарии всех стран, соединяйтесь! Полномочному представителю РСФСР и УССР в Италии товарищу Вацлаву Вацлавовичу Воровскому, убитому белогвардейцами на посту в г. Лозанне 10-го мая 1923 г.». На тыльной стороне, в нижнем правом углу, — подпись автора и надпись: «Памятник сооружен сотрудниками НКИД, НКВТ и представительством СССР за границей». Нижняя часть пьедестала представляет собой четырёхгранную квадратную призму. Её горизонтальные плоскости облицованы плитами, вертикальные — профилированными каменными блоками. Поверхностям плит придана фактура: в верхней части — шлифовка, в нижней — рубленная «под скалу» с глубиной обработки до восьми сантиметров.
Материал для облицовки постамента памятника прислали итальянские революционные рабочие. Долгое время считалось, что это был белый каррарский мрамор. Однако в одной из справок о памятнике из архива Москомархитектуры за 1952 год сказано, что постамент изготовлен из белого итальянского туфа. В 2000-х годах было проведено исследование, в результате которого выяснилось, что порода, использованная в облицовке, не является каррарским мрамором. Более того, плиты выполнены из нескольких видов известняка: в верхней части использовался массивный доломитизированный, похожий на «подольский мрамор», в нижней — травертин.
Скульптура выполнена в очень живой манере, что выдаёт импрессионистские предпочтения автора. Воровский предстаёт в виде темпераментного оратора в момент выступления. Он стоит полусогнутым, с характерным жестом правой руки и устремлённой вперёд фигурой. Существует несколько версий, которые объясняют необычное положение дипломата. По одной из них, столь странная поза объясняется перенесённым во время ареста 1897 года ревматизмом. Согласно другой, скульптор изобразил полпреда в момент, когда пуля попадает ему в спину. Также существует мнение, что в художественной мастерской Каца была высокая температура, поэтому восковая фигура памятника просела, однако дата открытия памятника была уже определена, поэтому решили отливать его из того, что есть.